# Arnie Dickins
Arnie Bradley W. Dickins (Kettering, 6 de septiembre de 1991) es un deportista australiano que compitió en judo. Ganó cuatro medallas en el Campeonato de Oceanía de Judo entre los años 2010 y 2014.

## Palmarés internacional
| Campeonato de Oceanía | Campeonato de Oceanía    | Campeonato de Oceanía | Campeonato de Oceanía |
| Año                   | Lugar                    | Medalla               | Categoría             |
| --------------------- | ------------------------ | --------------------- | --------------------- |
| 2010                  | Canberra (Australia)     | Medalla de oro        | –60 kg                |
| 2011                  | Papeete (Francia)        | Medalla de plata      | –60 kg                |
| 2012                  | Cairns (Australia)       | Medalla de oro        | –60 kg                |
| 2014                  | Auckland (Nueva Zelanda) | Medalla de oro        | –73 kg                |